# Museu Tarahumara de Arte Popular
O Museu Tarahumara de Arte Popular (em espanhol, Museo Tarahumara de Arte Popular) é um museu mexicano, localizado na antiga estação de trem em Creel (Chihuahua) cujo propósito é dar uma mostra do ambiente social, natural e histórico da Serra Tarahumara.

## História
O edifício que hospeda o museu foi construído como estação de trens em 1956 e remodelado em 1996 pelo projeto arquitetônico de Guillermo Lozano. A obra foi concluída dois anos depois e em 13 de junho de 1998 abriu suas portas. Seu foco é a história da fundação de Creel, considerada a Capital da Serra Tarahumara, a vida dos Tarahumaras e peças de artesanato da zona serrana.
A partir de 2017 iniciou-se um processo de reforma para integrar uma sala de exposições temporárias dedicada a exibir o trabalho de artistas e talentos da comunidade e para garantir a infraestrutura do edifício.

## Sede
O museu localiza-se na antiga estação de trem em Creel (Chihuahua). Na mesma sede conta com uma loja de artesanatos e de música de artistas da região, como a do pianista Romeyno Gutiérrez.

## Coleções
O acervo conta com objetos da comunidade, em especial produzidos em madeira, têxtil e couro.  Destacam-se as peças de Mata Ortiz, povo alfarero herdeiro da cultura clássica de Paquimé.